# 黒田古墳群
座標: 北緯36度07分16.2秒 東経139度14分50.8秒 / 北緯36.121167度 東経139.247444度
黒田古墳群（くろだこふんぐん）は、埼玉県深谷市にある古墳群である。深谷市指定史跡。

## 概要
荒川の河岸段丘上に立地し、帆立貝形古墳と円墳30基以上で構成されていた。1987年（昭和62年）にさきたま資料館が実施した調査では、消滅した古墳を含め22基が確認されている。古墳群の発掘調査は1974年（昭和49年）に古墳址を含む円墳15基で行われ、1977年（昭和52年）にも円墳2基と古墳址1基で行われている。現存する古墳は1977年（昭和52年）4月1日付けで花園町（当時）指定史跡に指定された。

## 主な古墳
- 黒田2号墳
前方部を西南西に向けた帆立貝形古墳。残存長33メートルであるが、前方部は大きく土取りされており、築造時の全長は41メートルあったことがわかっている。周溝からは形象埴輪片（人物・馬）が発掘されている。6世紀末の築造[2]。

- 黒田17号墳
  - 直径22メートルの円墳で、幅約6メートルの周溝が巡る。主体部は川原石を用いた胴張りのある横穴式石室で、全長5.24メートルである。副葬品は、大刀1、七窓鐔1、鎺2、鉄鏃10、刀子2、耳環1、ガラス製小玉46以上が出土した。なお墳頂部から高さ97.4センチメートルの完形の大刀形埴輪が出土しており、1993年（平成5年）3月10日付で埼玉県有形文化財に指定された。6世紀末の築造[2]。